# A fehér farkas
A fehér farkas (走れ! 白いオオカミ; Hasire! Siroi ókami; Hepburn: Hashire! Shiroi ōkami) 1990-ben bemutatott japán animációs film, amely Mel Ellis Flight of the White Wolf című könyve alapján készült. A filmet a Group TAC és a Toho készítette.
Japánban 1990. április 4-én mutatták be. Magyarországon a VICO adta ki VHS-en az 1990-es években.
1991-ben a 45. Mainichi Film Concours-on elnyerte a legjobb animációs filmnek járó díjat.

## Cselekmény
Lasseték farmjukon kutyákat képeznek ki, de van egy fehér farkasuk is, Gray, akit Lasset még kölyökkorában vett magához és a legjobb barátja lett. Gray azóta naggyá vált és feléledtek vad ösztönei is. Egy nap halálra marcangolja Bót, egyik megbízójuk, Shot úr díjnyertes kutyáját, majd elszökik. Lasset elindul az erdőbe megkeresni Grayt, de ráesteledik, így egy kunyhóban húzza meg magát. A kunyhónál megjelenik Gray, de furcsán viselkedik: követi Lassetet, de nem engedi közel magához a fiút. Másnap Shot úr összehívja a környékbeli vadászokat és farkasvadászatra indulnak. A vadászok nem járnak sikerrel, s az a hír járja, hogy Lassetet is megölte Gray. Este a fiú hazatér, s megbeszéli szüleivel, milyen elhatározásra jutott: a Nicolet-völgy rezervátumába akarja vinni a farkast és ott szabadon engedni.
A Nicolet-völgy azonban 300 mérföldre található Lasseték otthonától, s ezt gyalog kell megtennie farkasának kíséretében. Ráadásul Shoték sem adják fel és széles körű nyomozást adnak ki a farkas ellen. Mikor Lasseték egy országúton kelnek át, egy kamionos majdnem elüti Grayt, majd később értesíti a rendőrséget. Shot úr másnap helikopterről próbálja kilőni a farkast, de nem jár sikerrel. Lasset élelme elfogy, ezért kénytelen a közeli kisvárosokba menni bevásárolni. Egyik alkalommal Gray elejt egy marhát és abból lakmározik. Másnap tovább indulnak, de mire Lasset ráeszmél, hogy elhagyta Grayt, eszébe jut, hogy a farkasok visszajárnak elejtett prédájukhoz. Grayt csapdába esve találja, a farkas azonban nem engedi közel magához, így a csapdát tartó karót húzza ki a földből. Így indulnak tovább, de Gray hamarosan eszméletét veszti a szerzett sérülésektől. Lasset a vadászok hangját hallja, ezért egy hódvárban rejtőznek el. Lasset ekkor le tudja venni a csapdát a farkas lábáról és bekötözheti a sebét. Később, mikor a farkas magához tér, folytatják útjukat, azonban Shot úr rájuk talál. A fiú kérésére megkegyelmez a farkasnak, és arra kéri, hogy siessen, mert hamarosan beköszönt a tél. Lasset és farkasa végül megérkeznek a Nicolet-völgybe, ahol Gray csatlakozik a többi itt élő farkashoz.

## Szereplők
| Szereplő                               | Japán hang      | Magyar hang       |
| -------------------------------------- | --------------- | ----------------- |
| Lasset (Rasset) Hanson                 | Toriumi Kacumi  | Boros Zoltán      |
| Cal Hanson (Lasset édesapja)           | Arikava Hirosi  | Kautzky Armand    |
| Emily Hanson (Lasset édesanyja)        | Munakata Tomoko | Csere Ágnes       |
| Shot                                   | Naja Goró       | Varga T. József   |
| vadászok                               | N/A             | Stohl András      |
| vadászok                               | N/A             | Dobránszky Zoltán |
| vadászok                               | N/A             | Kerekes József    |
| vadászok                               | N/A             | Bolba Tamás       |
| narrátor, főcím, stáblista felolvasása | –               | Zalán János       |

## Filmzene
A filmben egy zenei mű csendül fel, Antonín Dvořáktól az E-dúr vonósszerenád, op. 22.

## Díjak és jelölések
| Év   | Díj                        | Kategória              | Jelölt      | Eredmény |
| ---- | -------------------------- | ---------------------- | ----------- | -------- |
| 1991 | 45. Mainichi Film Concours | Legjobb animációs film | Maeda Cuneo | Elnyerte |